# Etsakọ (peuple)
 (février 2023).
Le peuple Etsakọ est un groupe ethnique majoritaire dans la région nord de l'État d'Edo, au Nigeria. Ils sont historiquement liés à l'ancien royaume du Bénin. Sur le plan administratif, ils occupent actuellement trois zones de gouvernement local de l'État d'Edo, à savoir; Etsako East, Etsako West et Etsako Central, avec respectivement Agenebode, Auchi et Fugar comme siège administratif.

## Habitants
Les habitants d'Owan sont également connus sous le nom d'Etsako.  Les peuples Etsako, Owan et Akoko-Edo, sont souvent appelés les Afenmai (Edo Nord), une terre de guerriers occupant les vastes collines et vallées du nord de l'État d'Edo, qui ont été étiquetées de manière désobligeante Kukuruku par le colonialiste envahisseur, en mémoire  du code-son du « cri de guerre » de ralliement du peuple.  Les Afenmai ont des relations linguistiques et historiques étroites.  La tradition locale d'origine retrace souvent leur migration depuis le Bénin, que de nombreux traditionalistes oraux attribuent probablement à s'être produite vers le XIVe siècle av. J.-C.  On pense que leurs ancêtres se sont installés dans le sud de l'Ibie avant que des groupes ne commencent à se déplacer pour peupler l'autre région qu'ils occupaient, comme les terres de Weppa Wanno, la terre d'Okpella, Uzaurue, etc.

## Etsako
Etsako est l'un des trois principaux groupes ethniques de l'État d'Edo,, d'aujourd'hui et le groupe ethnique le plus peuplé du nord d'Edo.  La loyauté d'un homme Etsako est d'abord envers sa maison/ferme, son village, son clan, sa tribu et son groupe ethnique.  Une forte affinité entre le peuple Etsako et ses voisins peut également être déduite de certains rites coutumiers, de mots empruntés et même de schémas de migration.  Un bon exemple est le mythe "Ajinebode" des Idah Igala qui croient que le premier fondateur ou dirigeant d'Idah était "Ajinebode". Cette coïncidence mérite une élucidation historique supplémentaire puisque le puissant fleuve Niger divise Idah dans l'actuel État de Kogi et Agenebode dans l'État d'Edo.